# Ołeksandr Petlura
Ołeksandr Petlura, ukr. Олександр Петлюра (ur. 7 sierpnia?/19 sierpnia 1888 w Połtawie, zm. 4 maja 1951 w Toronto) – rosyjski, a następnie ukraiński wojskowy, oficer kontraktowy Wojska Polskiego, emigracyjny działacz kulturalno-religijny. Był młodszym bratem Symona Petlury.

## Życiorys
Uczył się w seminarium duchownym w Połtawie, ale w 1910 r. wstąpił do armii rosyjskiej. Służył w 34 Siewskim Pułku Piechoty. Nie brał udziału w I wojnie światowej. W lipcu 1915 r. ukończył 3 kijowską szkołę chorążych, a następnie w stopniu podporucznika został pomocnikiem oficera kursowego szkoły. Od pocz. lutego 1916 r. był młodszym oficerem 27 Zapasowego Pułku Piechoty, zaś od pocz. kwietnia 1917 r. 399 Nikopolskiego Pułku Piechoty. Uczestniczył wówczas w I Ukraińskim Zjeździe Wojskowym. Pod koniec czerwca tego roku objął dowodzenie sotnią 1 Ukraińskiego Zapasowego Pułku Kozackiego im. hetmana Doroszenki w nowo tworzonej armii ukraińskiej. W połowie listopada został dowódcą kurenia pułku. Wkrótce został zdemobilizowany z powodu związków rodzinnych z S. Petlurą.
Na pocz. 1918 r. na terenach Ukrainy Słobodzkiej organizował tajne struktury kozackie, uznające władzę jego brata Semena. W poł. kwietnia tego roku objął funkcję komisarza rejonu i miasta Choroł na Połtawszczyźnie. Po objęciu władzy przez swojego brata na pocz. 1919 r., powrócił do służby wojskowej. Początkowo znalazł się w rezerwie oficerskiej sztabu Armii Czynnej Ukraińskiej Republiki Ludowej. Pod koniec maja tego roku awansowano go do stopnia pułkownika. Został oficerem do specjalnych poruczeń w sztabie Frontu Prawobrzeżnego, a następnie Kosza Huculskiego. Od końca maja był oficerem łącznikowym Armii Czynnej URL z 16 Pieszym Zagonem.
W listopadzie został wysłany do Polski. Od stycznia 1920 r. jako starszina buławny dla poruczeń Atamana Głównego URL uczestniczył w rozmowach ukraińsko-polskich. Od poł. marca tego roku dowodził Kureniem Etapowym 3 Żelaznej Dywizji Strzeleckiej. Pod koniec 1920 r. wraz z pozostałymi wojskowymi Armii Czynnej URL został internowany w Polsce. Do 1925 r. przebywał w obozie internowania w Kaliszu, przekształconym w tzw. Stanicę Kaliską.
Był członkiem różnych organizacji kulturalno-społecznych. Od pocz. 1928 r. służył jako oficer kontraktowy w Wojsku Polskim pod fałszywym nazwiskiem Aleksander Chorolski. W stopniu majora był oficerem 1 Pułku Piechoty Legionów w Wilnie. Pod koniec 1928 r. objął dowództwo III Batalionu. Od pocz. kwietnia do 1935 r. był oficerem sztabowym pułku, po czym odkomenderowano go na kurs dowódców batalionów w Centrum Wyszkolenia Piechoty w Rembertowie. Po jego ukończeniu ponownie został dowódcą III Batalionu.
Brał udział w wojnie obronnej 1939 r. Przeszedł na Litwę, gdzie został internowany. W 1940 r. wyszedł na wolność. Zamieszkał tajnie w Chełmie.
Po ataku wojsk niemieckich na ZSRR 22 czerwca 1941 r. został współredaktorem gazety „Wołyń”, wychodzącej w okupowanym Równem. Jesienią 1943 r. przeniósł się do Lwowa, a kilka miesięcy później do Warszawy. W II poł. 1944 r. ewakuował się do Bratysławy, a następnie Niemiec.
Po zakończeniu wojny mieszkał w zachodnich Niemczech. W 1950 r. wyjechał do Kanady. Pracował jako robotnik fizyczny na fermie w prowincji Ontario. Współpracował jednocześnie z czasopismem religijnym „Cerkwa i Narid”.